# Lille (Belgio)
Lille è un comune belga di 15 628 abitanti nelle Fiandre (Provincia di Anversa).

## Suddivisioni
Il comune è costituito dai seguenti distretti:
- Lille
- Gierle
- Poederlee
- Wechelderzande